# Greenland Development
Greenland Development A/S var en grønlandsk virksomhed som var underlagt Grønlands Hjemmestyre, og senere Grønlands Selvstyre. 
Selskabet blev etableret for at øge den kommercielle udnyttelse af vandkraftværker ved at tiltrække sig og bistå internationale virksomheder, som driver forretninger som f.eks. aluminiumsproduktion. 
Greenland Development A/S havde hovedkontor i Nuuk (Godthåb) og lukkede sommer 2012. 
Det første vandkraftværk som blev etableret i Grønland var Kangerluarsunnguaq-værket som forsyner Nuuk med strøm. Det stod færdigt i 1993. 